# Aïn Abessa
Aïn Abbessa  est une commune de la wilaya de Sétif. Limitrophe de la wilaya de Béjaïa, la commune a l’avantage d’être située aux côtés du mont Mégres qui attire chaque week-end environ 4 000 personnes.

## Géographie
Aïn Abbessa est situé(e) à 18 kilomètres de la ville de Sétif. 
La commune s'étend sur 162,7 km2. Selon un recensement de la population de 2008, son effectif s'élève à près de 17 000 habitants.
Le bourg est à 1 170 m d'altitude, encaissé entre les monts Megres, Matrona et Lâanini. Le Megres culmine à plus de 1 800 mètres et se retrouve couvert de neige plusieurs mois par an.
| Draâ El-Kaïd (Béjaïa) | Tizi N'Bechar • Draâ El-Kaïd (Béjaïa) | Tizi N'Bechar • Amoucha |
| Aïn Roua              | d'Aïn Abbessa                         | El Ouricia              |
| Aïn Arnat             | Aïn Arnat                             | El Ouricia              |

## Histoire
La population d'Ain Abessa descend majoritairement de la tribu arabe hialienne des Amer.
Parmi les villages les plus récents d'Algérie, Aïn Abbessa fut créé en 1872[réf. nécessaire], sous la colonisation française.

## Culture et patrimoine
Sa couverture végétale est caractéristique d'une biodiversité remarquable : à ce sujet, on peut citer l’arboretum d'El Karma qui abrite plusieurs espèces végétales endémiques. Toutefois, la majorité des terres sont dominées par la céréaliculture, où les rendements sont parmi les meilleurs obtenus dans la wilaya de Sétif[réf. nécessaire].